# Laiqon
Die Laiqon AG (Eigenschreibweise LAIQON, ehemals Lloyd Fonds AG) ist ein börsennotiertes Finanzhaus mit Hauptsitz in Hamburg und Büros in München, Frankfurt am Main und Berlin. Schwerpunkte der Geschäftstätigkeit liegen seit der Neustrukturierung, beginnend ab dem Jahr 2018, auf individueller Vermögensverwaltung, einer eigenen, aktiv gemanagten Publikumsfonds-Linie und digitalem Portfoliomanagement.
In der Vergangenheit war die ehemalige Lloyd Fonds überwiegend als Emissionshaus für geschlossene Schiffsfonds tätig.

## Geschichte

### Übersicht
Die Gründung der „Lloyd Fonds Gesellschaft für Unternehmensbeteiligungen mbH & Co. KG“ erfolgte 1995. 2001 wurde die Rechtsform des Unternehmens in die einer Aktiengesellschaft umgewandelt. Seit Oktober 2005 ist die Gesellschaft an der Börse notiert. Der Börsengang erfolgte unter Begleitung der DZ Bank.
Im Oktober 2012 wechselte der Konzern in den Entry Standard.
Ab März 2017 erfolgte ein Wechsel in das neu geschaffene Scale-Segment der Deutschen Börse.
Seit Januar 2023 firmiert die Lloyd Fonds AG unter dem neuen Namen Laiqon.

### 1995 bis 2018: Emissionshaus für geschlossene Fonds

#### 1995 bis 2011: Von der Etablierung als Schiffahrtsfinanzierer zur Finanzkrise
Ab 1995 konzipierte und vertrieb das Unternehmen Schiffsfonds. 1999 wurde das Anlagespektrum um Immobilien erweitert, 2002 folgte der erste Windenergiefonds. Für 2003 konnte die Gesellschaft ein starkes Wachstum verzeichnen, wobei sich das emittierte Eigenkapital auf 141,4 Millionen Euro annähernd verdreifachte. Hieraus finanzierte das Unternehmen 17 Schiffsbeteiligungen und zwei Dachfonds mit stillen Beteiligungen. Der Markteinstieg in den Bereich der Britischen Kapitallebensversicherungen erfolgte 2004.
Für das Jahr 2005 kündigte der Konzern an, zukünftig das Wachstum durch eine Erweiterung der auf Schiffsfonds fokussierten Produktpaletten zu fördern. Im Dezember 2005 brachte das Unternehmen eine internetbasierte Handelsplattform für eigene und fremde Beteiligungsmodelle hervor. 2006 platzierte die Gesellschaft zusammen mit einem anderen Emissionshaus einen Private-Equity-Fonds. Mit der Gründung der Zweitmarkttochter TradeOn in der zweiten Jahreshälfte 2007 stieg der Konzern in den Zweitmarkt für geschlossene Beteiligungen ein. Im selben Jahr wurde der erste Hotelimmobilienfonds des Unternehmens, genannt Lloyds Fonds Immobilienportfolio Hamburg-Sylt, und das erste Flugzeuginvestment aufgelegt.
Aufgrund der Weltfinanzkrise ab 2007, die mit einer Schifffahrtskrise einherging, verzeichnete der Konzern hohe negative Ergebnisse. Die Schifffahrtskrise führte zu einem Vertrauensverlust der Anleger. Anlässlich der Schifffahrtskrise musste der Konzern 2009 acht Schiffe mit einem Bestellvolumen von rund 459 Millionen Dollar abbestellen. 2010 einigte sich der Konzern mit seinen Banken auf ein Sanierungskonzept, sodass Garantien und Bürgschaften in Höhe von 230 Millionen Euro erlassen wurden.

#### 2011 bis 2018: Neuer Hauptaktionär und Strategiewechsel
Im Jahr 2011 stärkte das Unternehmen die Eigenkapitalbasis durch eine Kapitalerhöhung, die über die Ausgabe neuer Aktien realisiert wurde. Den überwiegenden Teil der Aktien erwarb der von dem amerikanischen Investor AMA Capital Partners aufgelegte Fond ACP Fund V LCC. Mit einem Kapitalanteil von 49,9 Prozent wurde AMA zum Hauptinvestor des Konzerns. Für das zweite Quartal 2011 kündigte der Konzern erneut eine Investition in Wind- und Solarfonds an.
Aufgrund der Schifffahrtskrise fehlte es zahlreichen Schiffsfonds an finanziellen Mitteln, um beispielsweise die Betriebskosten decken zu können. Daher bot das Unternehmen 2012 den Anlegern von einzelnen Schifffahrtsgesellschaften an, diese in einer Auffanggesellschaft namens Ocean 16 zusammenzuführen und zu betreiben.
2015 verkündete das Unternehmen einen Strategiewechsel. Zukünftig sollte sich von geschlossenen Fonds zurückgezogen werden und die Lloyd Fonds als börsennotiertes, international tätiges Schifffahrtsunternehmen agieren.
Ab Januar 2018 löste Klaus M. Pinter den seit 2001 eingesetzten Vorstand Torsten Teichert als Alleinvorstand und späterer Finanzvorstand der Gesellschaft ab. Vom 1. Juli 2018 bis Ende 2019 war Jochen Sturtzkopf Vertriebsvorstand der Lloyd Fonds. 2018 übernahm die Deutsche Effecten- und Wechsel-Beteiligungsgesellschaft AG (DEWB), Jena im Rahmen eines außerbörslichen Aktienkaufvertrages knapp mehr als die Hälfte der Aktien des Unternehmens AMA Capital Partners. Die restlichen von AMA Capital Partners an der Lloyd Fonds AG gehaltenen Lloyd Fonds-Aktien wurden an von dem Portfolioverwalter SPSW Capital GmbH gemanagte Investmentfonds veräußert (2019 von Lloyd Fonds übernommen). Eine erneute, 10-prozentige Kapitalerhöhung auf dem Weg der Privatplatzierung neuer Aktien wurde im Juni 2018 vorgenommen. Es erfolgte ein Strategiewechsel (genannt Strategie 2019+).
Als bankenunabhängiger, börsengelisteter Vermögensverwalter wollte sich der Konzern zukünftig auf aktiv gemanagte, liquide Publikumsfonds (genannt Lloyd-Fonds-Linie) konzentrieren. Die individuelle Vermögensverwaltung (genannt Lloyd-Fonds-Vermögen) sollte zukünftig durch einen digitalen Fondsallokationsansatz verbessert werden. Hierfür plante die Gesellschaft eine eigene Kapitalverwaltungsgesellschaft.
Des Weiteren sollte ein digitales sowie algorithmusbasiertes Portfoliomanagement (genannt Lloyd-Fonds-System), basierend auf einer künstlichen Intelligenz, Bestandteil der neuen Strategie sein.

### Ab 2019: Vermögensverwaltung, Publikumsfonds und digitales Portfoliomanagement
Seit dem zweiten Quartal 2019 liegen die Schwerpunkte der Konzernaktivitäten auf einer eigenen, aktiv gemanagten Publikumsfonds-Linie, digitalem Portfolio-Management und individueller Vermögensverwaltung. Seit April 2019 bot das Unternehmen offene Investmentfonds an. Gleichzeitig nahm Michael Schmidt die Tätigkeit als Vorstand und Chief Investment Officer auf. Im Rahmen der seit 2018 eingeleiteten Neuausrichtung des Konzerns konnte die Laiqon AG Ende 2019 die Ausrichtung auf aktiv gemanagte, liquide Publikumsfonds weiter ausbauen. Im Zuge der Neuausrichtung übernahm die Gesellschaft 2019 jeweils 90 Prozent der Anteile an der Hamburger Vermögensverwaltung Lange Assets & Consulting GmbH und an der SPSW Capital GmbH. Im Zuge der Integration der SPSW Capital GmbH legte Achim Plate sein Aufsichtsratsmandat nieder. Er ist seit Januar 2020 Vorstandsvorsitzender der Gesellschaft.
Für das digitale Angebot von Lloyd Fonds wurde 2019 die LAIC Vermögensverwaltung GmbH gegründet. Nach Erhalt der 32-KWG-Lizenz der BaFin Ende März 2020 nahm die Gesellschaft im April des Jahres die Tätigkeit als digitaler Vermögensverwalter auf, zunächst mit dem Angebot eines durch den LAIC Advisor gesteuerten Individualdepots.
Im November 2021 beteiligte sich die Laiqon mit zunächst 17,75 Prozent an dem Berliner Fintech-Unternehmen growney GmbH. Die Beteiligung wurde mit notariellen Vereinbarungen vom 13. Dezember 2022 auf 75 Prozent erhöht.
Zum 31. März 2022 endete das Vorstandsmandat von Michael Schmidt, seine Nachfolge übernahm am 1. April 2022 Stefan Mayerhofer als Vorstand der Laiqon als Chief Wealth Officer. Mit Wirkung zum 5. Oktober 2022 wurde die Übernahme der BV Holding AG (Bayerische Vermögen-Gruppe) durch Laiqon abgeschlossen. Die BV Holding AG war die Holdinggesellschaft einer seit 1998 führenden unabhängigen Gruppe von Vermögensverwaltungen in Süddeutschland und alleinige Gesellschafterin der BV Bayerische Vermögen GmbH, der MFI Asset Management GmbH und der m+c Asset Allocation GmbH.

## Unternehmensdaten
Der Hauptsitz des Konzerns befindet sich in Hamburg. Seit November 2018 hat Laiqon eine Niederlassung in München, seit April 2019 in Frankfurt.
Der Aufsichtsrat besteht aus fünf Mitgliedern. Stefan Rindfleisch (Vorsitzender des Aufsichtsrats), Jörg Ohlsen (stellvertretender Vorsitzender), Oliver Heine, Peter Zahn und Wolfgang Henseler. Den Vorstand stellen Achim Plate als Vorstandsvorsitzender (CFO) und Stefan Mayerhofer als Chief Wealth Officer (CWO) (Stand 2023).
| Jahr                | 2006 | 2007 | 2008 | 2009 | 2010 | 2011 | 2012 | 2013 | 2014 | 2015 | 2016 | 2017 | 2018 | 2019 | 2020 | 2021 |
| ------------------- | ---- | ---- | ---- | ---- | ---- | ---- | ---- | ---- | ---- | ---- | ---- | ---- | ---- | ---- | ---- | ---- |
| Umsatz in Mio. Euro | 72,0 | 90,1 | 48,1 | 20,0 | 19,3 | 14,3 | 13,7 | 13,2 | 11,4 | 12,6 | 11,9 | 8,2  | 8,7  | 8,2  | 27,7 | 26,1 |
| Mitarbeiter         | 101  | 155  | 156  | 108  | 113  | 78   | 70   | 55   | 52   | 43   | 44   | 34   | 36   | 68   | 69   | 80   |

Quelle: Bundesanzeiger

## Geschäftstätigkeit
Laiqon wurde als Investment- und Assetmanager für Sachwertanlagen gegründet, richtete ihre Geschäftstätigkeit jedoch ab 2018 neu aus. Während eine Reihe von Sachwertbeteiligungen mittlerweile verkauft sind und das Bestandsgeschäft mit den verbliebenen geschlossenen Fonds noch bis 2022 weiterlaufen soll, konzentriert sich Laiqon nun auf die drei neuen Geschäftsfelder aktive Publikumsfonds, individuelle Vermögensverwaltung und digitales Portfoliomanagement. Durch den neuen Firmennamen wird der Strategiewechsel deutlich, der die Kennzeichen der neuen Strategie enthält – Leading, Artifical Intelligence, IQ sowie Online.